# 니코바르나무두더지
니코바르나무두더지(Tupaia nicobarica)는 청서번티기과에 속하는 작은 나무두더지의 일종이다. 니코바르 제도의 토착종으로 섬의 우림에서 서식한다. 서식지 감소로 멸종 위협을 받고 있다. 1868년에 첼레보르(Johann Zelebor)가 처음 기술했다.